# 姥姥 (聊斋志异)
姥姥，是聊斋志异的树妖，控制了游魂小倩的尸骨，让其寻找壮男给自己吸取阳。宁在知真情后,就决意将小倩尸骨运回家乡安葬。在《情女幽魂》剧情里宁采臣,逃宿荒废古庙时,遇到女鬼聂小倩,但聂小倩被千年树妖姥姥所缠,最后在法师午马帮助下设法逃离。住在蘭若寺裡。控制女鬼小倩作为杀人的诱饵。原本小倩欲奪寧采臣的性命,但后来後小情愛上采臣,反助對方逃離。

## 参看
中国妖怪列表
1. ↑  邢春如. . Truth in fantasy. 南文博雅. 2015 年 7 月 9 日.
2. ↑  柯可. . Truth in fantasy. 中囯电影出版社. 1999年: 421. ISBN 9787106015510.
3. ↑  王玉. . Truth in fantasy. 香港中和出版有限公司. 2013 年: 99. ISBN 9789888200627.
4. ↑  中国电影百年专题策划， 南方都市報. . Truth in fantasy. 復旦大學出版社. 2006 年: 1959. ISBN 9787309048438.
5. ↑  歐陽文達. . 9789864562947. 宇河文化出版. 2017 年 8 月 15 日: 147. ISBN 9787309048438.